# Moneta narodowa polska

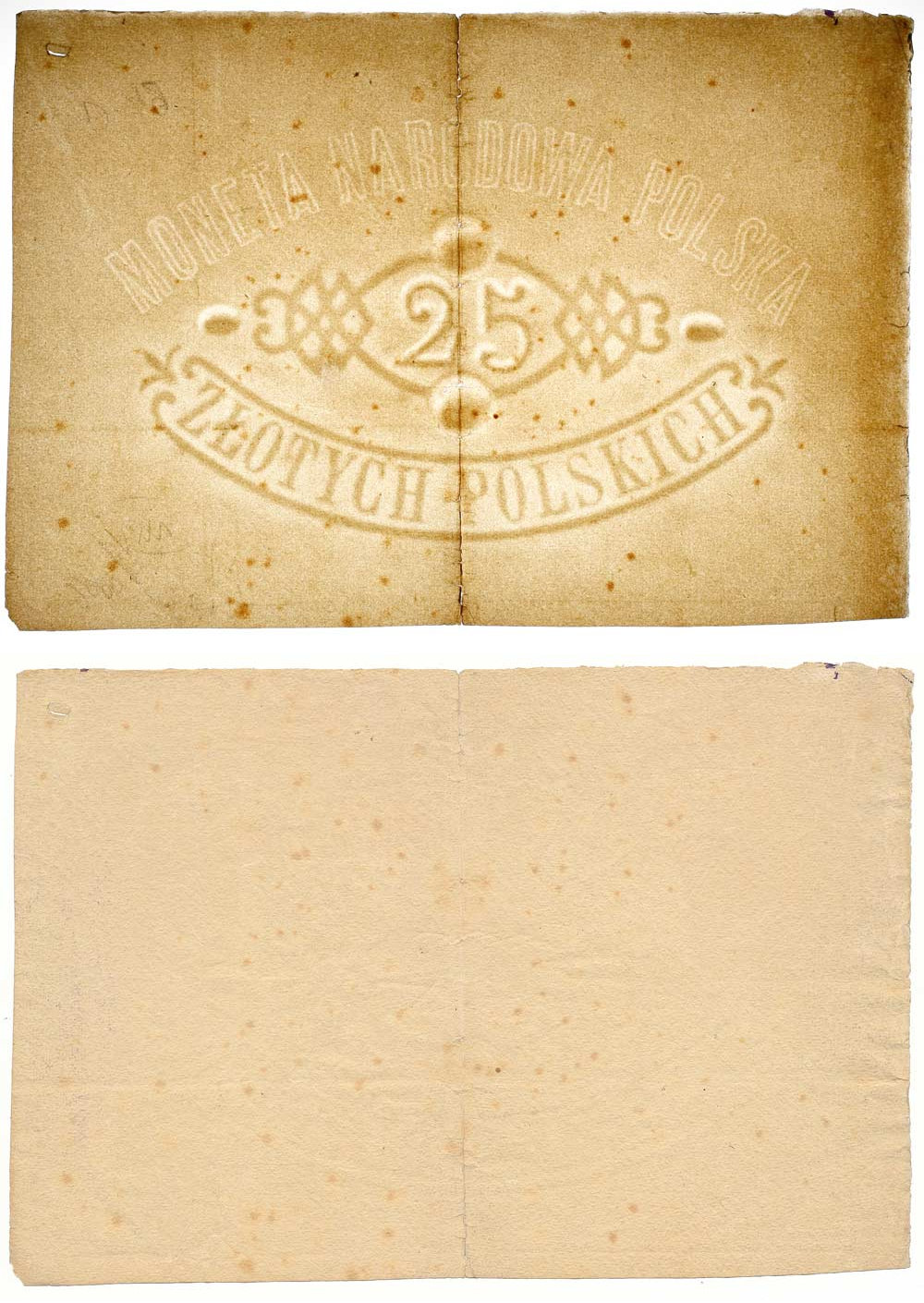
Wzór papieru 25 złotych

Moneta narodowa polska, zwana również Papierową Monetą – pieniądz papierowy wyemitowany przez Rząd Narodowy Polski w okresie powstania styczniowego. 
Zaprojektowano i wydrukowano banknoty o nominałach 1, 2, 5, 10, 25, 50 oraz 100 złotych polskich. Wskutek upadku powstania wydrukowane przez Komisję Długu Narodowego w Paryżu banknoty na sumę 23 milionów złotych polskich zniszczono nie zachowując egzemplarzy poglądowych czy muzealnych. Autorem projektów banknotów był Adam Piliński. 
Trudno jest ustalić podstawę prawną papierowej monety. Wiadomo, że na posiedzeniu Rządu Narodowego w dniach 3–5 kwietnia 1863 r., gdzie dyskutowano na temat źródeł zasilania skarbu powstańczego, Karol Ruprecht – dyrektor Komisji Skarbowej RN, zgłosił projekt emisji banknotów powstańczych, który został przyjęty i zatwierdzony. Zaś z zachowanej matrycy jednego z banknotów można odczytać jako podstawę prawną emisji dekret RN z dnia 15 sierpnia 1863 r. Nie wiadomo także, w czym pieniądz powstańczy był zabezpieczony. Przykładowo bilety skarbowe z okresu Insurekcji kościuszkowskiej były na ogólnych Dobrach Narodowych hipotekowane, zaś banknoty Skonfederowanych Stanów Ameryki, znajdujących się w 1863 roku w okresie wojny z Unią, były ufundowane na 8% akcjach oraz obligacjach.
Do drugiego dziesięciolecia XXI w. po emisji papierowej monety zachowały się: papier ze znakiem wodnym do druku banknotów 10, 25 i 50. złotowych, czasem na aukcjach  można odnaleźć również papier ze znakiem wodnym do 1 i 2 złotych polskich oraz niekompletne płyty do druku lub ich projekty.